# Klaus Mertens (Sänger)

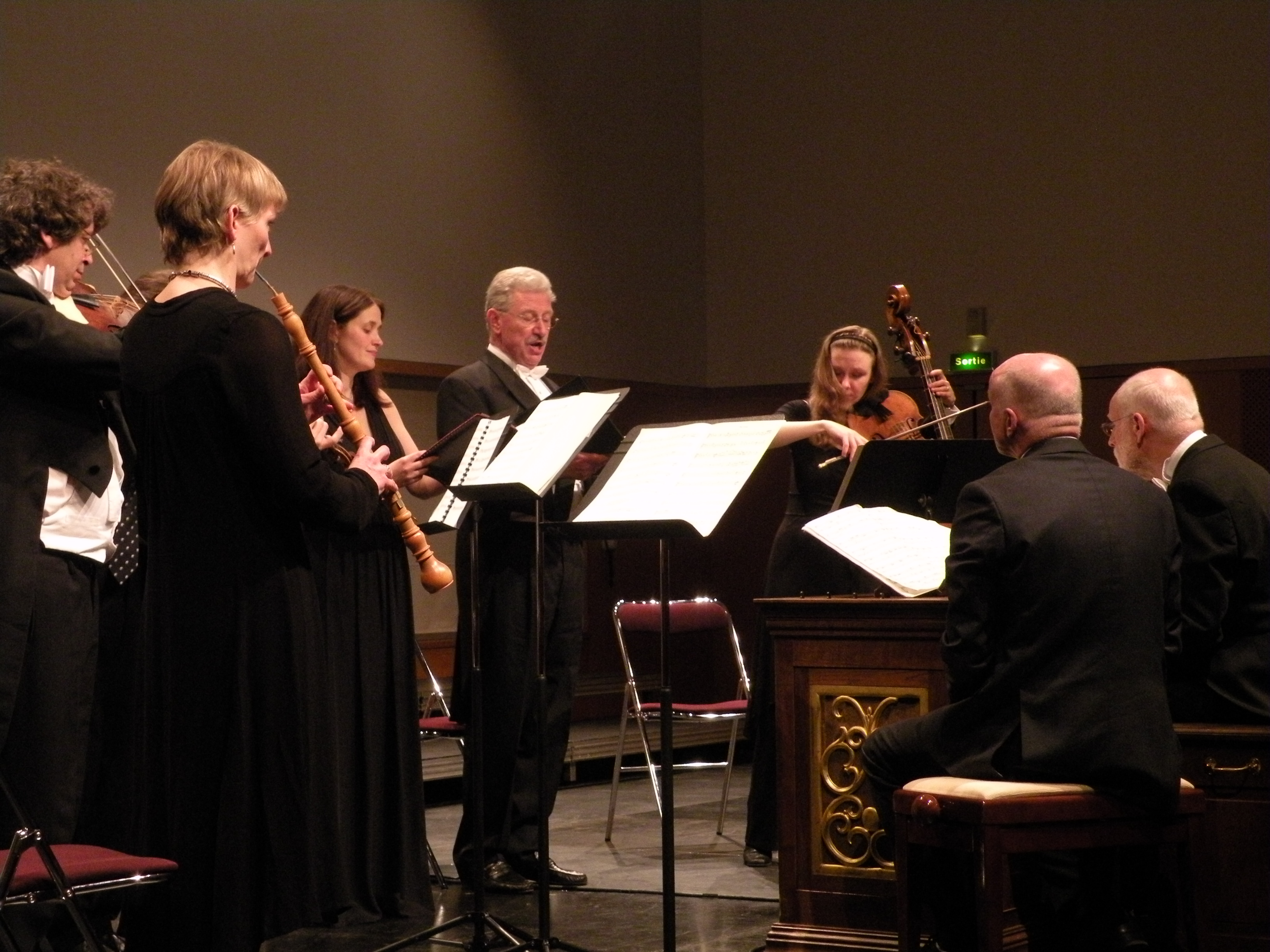
Klaus Mertens (in der Mitte) als Sänger 2009 mit dem Amsterdam Baroque Orchestra & Choir unter Leitung von Ton Koopman (rechts)

Klaus Mertens (* 25. März 1949 in Kleve) ist ein deutscher Sänger der Stimmlagen Bass und Bassbariton, der vor allem für seine Interpretation der Werke von Johann Sebastian Bach bekannt ist.

## Leben
Klaus Mertens nahm bereits während seiner Schulzeit Gesangsunterricht. Nach dem Abitur studierte er Musik und Pädagogik sowie Gesang bei Else Bischof-Bornes und Jakob Stämpfli (Lied, Konzert, Oratorium) und bei Peter Maßmann (Oper). Anschließend arbeitete er zunächst als Pädagoge.
Auf dem Gebiet der Alten Musik wirkt Klaus Mertens zusammen mit Frans Brüggen, Philippe Herreweghe, René Jacobs, Sigiswald Kuijken, Gustav Leonhardt, Nikolaus Harnoncourt und Martin Haselböck. Er nahm unter verschiedenen Dirigenten Bachs Werke auf, neben den Passionen und Oratorien insbesondere die ungefähr 200 Kantaten. Eine erstmalige Einspielung sämtlicher Vokalwerke Bachs mit dem Amsterdam Baroque Orchestra & Choir unter der Leitung von Ton Koopman erfolgte in einem Projekt, das ab 1994 über zehn Jahre lief und mit Tourneen in Europa, Amerika und Japan verbunden war. Er ist auch beteiligt am 2005 begonnenen Folgeprojekt „Dieterich Buxtehude – Opera Omnia“, einer Gesamteinspielung der Werke von Dieterich Buxtehude.
Im klassischen Repertoire tritt Klaus Mertens mit Dirigenten auf wie Herbert Blomstedt, Roger Norrington, Enoch zu Guttenberg, Peter Schreier, Diethard Hellmann, Hans Vonk, Christian Zacharias, Edo de Waart und Iván Fischer und mit Orchestern wie den Berliner Philharmonikern, dem Concertgebouw-Orchester, Rotterdams Philharmonisch Orkest, Gewandhausorchester Leipzig, Dresdner Philharmonie, Tonhalle-Orchester Zürich, Saint Louis Symphony Orchestra und Chicago Symphony Orchestra. Eine Aufführung von Mahlers Kindertotenliedern unter Gary Bertini 2002 in Tokio wurde auch aufgenommen. 2005 sang er in der Berliner Philharmonie in der Messe Nr. 3 in f-Moll von Anton Bruckner unter Kent Nagano. Mit dem Thomanerchor sang er das Weihnachtsoratorium von Bach, der den Chor bei der ersten Aufführung 1734 geleitet hatte. Thomaskantor Georg Christoph Biller dirigierte eine Aufnahme von Bachs h-Moll-Messe. Mertens arbeitet regelmäßig mit dem Windsbacher Knabenchor und mit dem Dresdner Kreuzchor für Konzerte in der Kreuzkirche und der Frauenkirche. Mertens sang Bachs Kantate Ich will den Kreuzstab gerne tragen bei den Wiesbadener Bachwochen 2009 und 2010 in der Alten Oper Frankfurt, dort im Kontrast zu Schostakowitschs Sinfonie Babi Jar, geleitet von Enoch zu Guttenberg.
Er ist auch als Liedsänger tätig und interpretiert beispielsweise Werke von Claudio Monteverdi, Antonio Caldara, Wolfgang Amadeus Mozart und Franz Schubert. Er singt ebenfalls die Titelpartien der romantischen Oratorien Elias und Paulus von Mendelssohn sowie aus dem 20. Jahrhundert Paul Hindemiths Requiem und Igor Strawinskys Oedipus Rex.
Klaus Mertens tritt regelmäßig bei internationalen Musikfestspielen auf, zum Beispiel beim Prager Frühling, auf dem Maggio Musicale Fiorentino, dem Festival d’Aix-en-Provence, bei den Tagen Alter Musik in Regensburg und bei den Salzburger Festspielen. 2006 sang er beim Rheingau Musik Festival die Basspartie in Bachs Matthäuspassion unter Leitung von Enoch zu Guttenberg. Mit dessen Ensembles Chorgemeinschaft Neubeuern und Orchester der KlangVerwaltung sang er 2009 beim 12. Beijing Music Festival große Werke von Joseph Haydn, Die Schöpfung, die Nelson-Messe und Die Jahreszeiten.
Für den „außerordentlich intensiven Umgang mit Georg Philipp Telemanns Vokalwerk“ und „sein besonderes Verständnis für Stil und Duktus der barocken Sprache und Telemanns Vokalmusik“ erhielt Klaus Mertens den Telemann-Preis 2016. Die Verleihung der Bach-Medaille der Stadt Leipzig an Klaus Mertens erfolgte am 15. Juni 2019.
Mertens erhielt den Sächsischen Mozartpreis 2025 der Sächsischen Mozart-Gesellschaft. Die Verleihung fand am 23. Mai 2025 in der Kreuzkirche Chemnitz statt.

## Diskografie
Die Diskografie von Klaus Mertens umfasst über 175 CDs und DVDs (Stand: Mai 2012), unter anderem:
- Othmar Schoeck: Elegie op. 36, mit Mutare Ensemble, Gerhard Müller-Hornbach. 1993/2008, NCA
- Max Reger: 24 Geistliche Lieder (darunter 12 Geistliche Lieder op. 137), mit Martin Haselböck (Orgel). 2000, NCA
- Christoph Graupner: 3 Bass-Kantaten mit Accademia Daniel. 2002, hr-musik
- Georg Philipp Telemann: 47 Generalbass-Lieder, mit Ludger Rémy (Cembalo). 2004, jpc
- Schubert: Winterreise, mit Tini Mathot (Hammerklavier von Rosenberger[13]). 2005, Antoine Marchand CC 72152
- Telemann: Singe-, Spiel und Generalbaß-Übungen, mit Ludger Rémy (Cembalo). 2006, cpo (Detmar Huchting: Besprechung)
- Telemann: Cantatas For Bass Voice, mit Il Gardellino Ensemble. 2007, ArkivMusic
- Telemann: Kantaten, mit Dorothee Mields, Accademia Daniel unter Shalev Ad-El. 2007, cpo
- Johann Pachelbel: Arien & Concerti, mit Emma Kirkby, Kai Wessel, Jan Kobow, London Baroque. 2007, Cavalli Records CCD 332
- Gustav Mahler: Liederzyklen in Bearbeitung für Kammerensemble, mit Mutare Ensemble, Gerhard Müller-Hornbach. 2007, NCA
- Barocke Bass-Kantaten aus Mitteldeutschland von Kegel, Wolff, Roemhildt, Hoffmann, Donati und Telemann (Kantoreiarchiv St. Johannis (Mügeln)), mit Accademia Daniel unter Shalev Ad-El. 2009, cpo

DVD
- Johann Sebastian Bach: Leichtgesinnte Flattergeister. Kantate BWV 181. Miriam Feuersinger (Sopran), Alex Potter (Altus), Julius Pfeiffer (Tenor), Klaus Mertens; Orchester der J. S. Bach-Stiftung, Rudolf Lutz (Leitung und Cembalo). Samt Einführungsworkshop sowie Reflexion von Hildegard Elisabeth Keller. Gallus Media, 2015.[14]
- Johann Sebastian Bach: Ich will den Kreuzstab gerne tragen. Kantate BWV 56. Klaus Mertens, Chor und Orchester der J. S. Bach-Stiftung, Rudolf Lutz. Samt Einführungsworkshop sowie Reflexion von Oswald Oelz. Gallus Media, 2015.[15]
- Johann Sebastian Bach: Freue dich, erlöste Schar. Kantate BWV 30. Rudolf Lutz, Chor und Orchester der J. S. Bach-Stiftung, Julia Sophie Wagner (Sopran), Terry Wey (Altus), Jakob Pilgram (Tenor), Klaus Mertens (Bass). Samt Einführungsworkshop sowie Reflexion von Rolf Soiron. Gallus Media, 2016.[16]
- Johann Sebastian Bach: Tönet, ihr Pauken, erschallet, Trompeten. Kantate BWV 214. Rudolf Lutz, Chor und Orchester der J. S. Bach-Stiftung, Johannette Zomer (Sopran), Michaela Selinger (Alt), Johannes Kaleschke (Tenor), Klaus Mertens (Bass). Samt Einführungsworkshop sowie Reflexion von Thomas Rosenlöcher. Gallus Media, 2016.[17]